# Tipula (Eumicrotipula) nethis
Tipula (Eumicrotipula) nethis is een tweevleugelige uit de familie langpootmuggen (Tipulidae). De soort komt voor in het Neotropisch gebied.